# Blechnum hindii
Blechnum hindii là một loài dương xỉ trong họ Blechnaceae. Loài này được Tindale ex T.C. Chambers Christenh. mô tả khoa học đầu tiên năm 2011.